# Snowflake (film)
Snowflake è un cortometraggio del 2014 scritto e diretto da Francesco Roder e interpretato da Ele Keats, Tracy Middendorf e Lorenzo Balducci. La première ufficiale è avvenuta all'Hollyshorts Film Festival di Los Angeles e nel 2015 il cortometraggio ha vinto due American Movie Awards.

## Trama
Aurore sta morendo e Claire è al suo fianco, in attesa dell’inevitabile fine. Ma Aurore ha un ultimo regalo per lei: un diario dove racconta la storia del loro amore. Mentre fuori la neve cade nel buio della loro ultima notte insieme, Claire vivrà, forse per la prima volta, la loro storia attraverso gli occhi della sua amata.

## Produzione
Il corto è stato girato nel gennaio del 2013 a New York. L'attrice Ele Keats, anche produttrice esecutiva del corto, era entrata a far parte del progetto nel 2009 dopo aver conosciuto il regista Francesco Roder alla Mostra internazionale d'arte cinematografica mentre Tracy Middendorf è entrata nel cast solo un paio di giorni prima dell'inizio delle riprese. Gli attori Lorenzo Balducci e Dayvin Turchiano hanno partecipato alla produzione rispettivamente come produttore esecutivo e come produttore associato.
La post-produzione del film si è divisa tra Los Angeles (correzione colore), Città del Messico, Madrid (montaggio) e l'Italia (composizione della musica e sound design).
L'anteprima del cortometraggio è avvenuta in Friuli-Venezia Giulia durante la Settimana Nazionale della Cultura, in testa al film di Ferzan Özpetek Allacciate le cinture.

## Accoglienza
La prima del cortometraggio è avvenuta a Hollywood nel corso della decima edizione dell'Hollyshorts Film Festival. È stato successivamente selezionato in più di venti festival internazionali, tra cui il Filmfest Homochrom di Colonia, il Palm Springs Gay & Lesbian Film Festival, il Festival du Film LGBT de Paris, il Women's International Film & Arts Festival di Miami, il Maremetraggio ShorTs International Film Festival di Trieste, l'Outwest Film Festival di Reno e il Feminist and Queer International Film Festival di Bucarest.
Ha vinto due American Movie Awards nel 2015 per il Miglior Cortometraggio e per la Miglior Attrice (Tracy Middendorf), nonché il premio del pubblico al Palm Springs Gay & Lesbian Film Festival e al Filmfest Homochrom di Colonia.
La critica è stata favorevole. La rivista specializzata News Cinema lo ha definito «un piccolo gioiello delicato e intenso, con uno cast esiguo ma eccezionale»; secondo il portale di critica cinematografica Mediacritica di Roy Menarini, il film «si avvale di un cast superbo [e di una regia] delicata e mai maliziosa» mentre per Rogue Cinema il corto, «ben girato, con una toccante colonna sonora e ottime interpretazioni, racconta una storia d'amore omosessuale senza ricorrere né a ovvi cliché né ad archi narrativi standard». La giuria degli American Movie Awards ha premiato il corto con due riconoscimenti considerandolo un prodotto con «meriti eccezionali» mentre a Maremetraggio è stato definito «una vertigine sentimentale, forte e drammatica».